# Polska Izba Opakowań
Polska Izba Opakowań (PIO) jest organizacją samorządu gospodarczego powołaną na Walnym Zgromadzeniu Założycielskim w październiku 1994 r. Izba działa na podstawie ustawy z dnia 30 maja 1989 r. o izbach gospodarczych (Dz.U. Nr 35, poz. 195). 
Izba reprezentuje interesy gospodarcze zrzeszonych w niej podmiotów gospodarczych, w tym producentów opakowań, materiałów opakowaniowych, maszyn i urządzeń dla przemysłu opakowań, a także laboratoriów, instytutów badawczych i uczelni wyższych.

## Misja
Misją Polskiej Izby Opakowań jest działanie na rzecz zrównoważonego rozwoju rynku opakowań w Polsce, wspomaganie firm zrzeszonych w Izbie, kreowanie potrzeb społeczeństwa i gospodarki w zakresie opakowań bezpiecznych dla człowieka, przyjaznych środowisku naturalnemu, czyniących z opakowania ważny czynnik rozwoju cywilizacyjnego Polski.

## Zadania
- ochrona i reprezentowanie interesów swoich członków,
- współpraca z organami państwowymi i organizacjami oraz instytucjami pozarządowymi,
- wspomaganie rynkowe firm (promocja, marketing, wyszukiwanie partnerów rynkowych tak w kraju jak i poza granicami Polski, rozwijanie wewnętrznych kontaktów handlowo-kooperacyjnych pomiędzy firmami zrzeszonymi w Izbie)
- monitorowanie warunków funkcjonowania firm, gromadzenie informacji o czynnikach ograniczających przedsiębiorczość oraz występowanie do właściwych urzędów i instytucji z wnioskami w sprawie ich eliminacji i doskonalenia warunków funkcjonowania firm
- innowacyjno-edukacyjne i informacyjne wspomaganie przedsiębiorców poprzez organizację szkoleń i specjalistycznych seminariów, wspieranie wniosków o dofinansowanie projektów innowacyjnych, dostarczanie informacji o osiągnięciach nauki i techniki, decydujących o postępie w dziedzinie opakowalnictwa oraz kierunkach i perspektywach rozwoju tej branży
- kształtowanie etycznych postaw w biznesie oraz upowszechnianie i promowanie zasad społecznie odpowiedzialnego biznesu
- popularyzowanie problematyki opakowań oraz upowszechnianie wiedzy o roli i znaczeniu opakowań dla społeczeństwa i gospodarki

## Działalność
Izba jest inicjatorem „Dnia Opakowań” (15 września)
Jest organizatorem Konkursu na prace dyplomowe o tematyce opakowaniowej
Przyznaje tytuły „Zasłużony dla przemysłu opakowań” oraz „Firma zasłużona dla przemysłu opakowań”.